# HD 172348
HD 172348，又名BD-07 4648，SAO 142480、HR 7007，是一颗恒星，视星等为5.84，位于銀經24.7，銀緯-1.02，其B1900.0坐标为赤經18h 34m 34.9s，赤緯-7° -1.02′ 48″。